# Wieldop

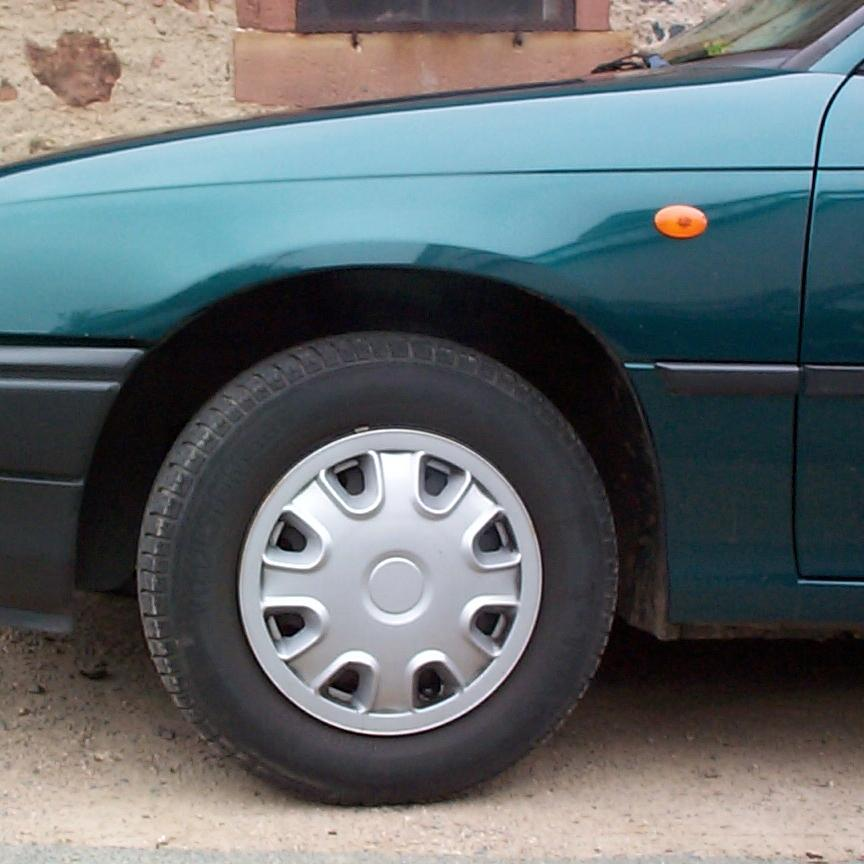
Wieldop van kunststof.

Een wieldop is een metalen of kunststoffen schijf die op een wiel dan wel velg van een auto gemonteerd zit. Een wieldop zorgt ervoor dat de bouten waarmee het wiel aan de as gemonteerd zit, niet voor het oog zichtbaar zijn. 
Wanneer het wiel gedemonteerd moet worden, kan op gemakkelijke wijze de wieldop verwijderd worden, waardoor men de moeren los kan draaien. Wieldoppen worden dan ook alleen gebruikt bij stalen velgen. Bij lichtmetalen velgen zijn wieldoppen niet nodig, omdat deze meestal zelf al versierd zijn.
Wieldoppen zijn er in verschillende maten: er zijn kleine wieldoppen die enkel het middelste van de velg bedekken, en wieldoppen die de hele velg bedekken. Op een wieldop staat vaak het logo van het merk van de auto, of de fabrikant van de wieldop. Ook wordt in de wieldop vaak een reliëf aangebracht dat de spaken van een wiel lijkt na te bootsen.